# Liquidambar styraciflua
Liquidambar styraciflua (ibland kallat Ambraträd) är en trädart som beskrevs av Carl von Linné. Liquidambar styraciflua ingår i släktet Liquidambar och familjen Altingiaceae. Inga underarter finns listade i Catalogue of Life.

## Beskrivning
Arten förekommer i östra USA och söderut till Nicaragua. Liquidambar styraciflua blir maximalt 40 meter högt och diametern i brösthöjd kan vara 2,25 meter. Trädet växer i torra skogar, molnskogar, regnskogar eller som ensamt exemplar vid diken eller vid vattendrag. Liquidambar styraciflua är ofta ett av de första träden som etablerar sig efter att ett område blivit ödelagt. Det växer i låglandet och i bergstrakter upp till 2100 meter över havet.
Bladen är upp till 20 cm breda och liknar lönnens blad. Artens klotrunda frökapsel har en diameter av cirka 3 till 3,5 cm.
På grund av intensiv avverkning har populationen minskat i begränsade områden, men hela beståndet anses vara stabilt. IUCN listar arten som livskraftig (LC).

## Ekologi
I naturen utvecklas frukter med frön när trädet är 20 till 30 år gammalt och fruktbildningen sker i cirka 120 år. Frukter kan utvecklas varje år och med cirka 3 års avstånd utvecklas särskild många frukter. I täta skogar sker fortplantningen med hjälp av rötterna.

## Användning
Artens trä används för möbler och för flera andra syften. Balsam från Liquidambar styraciflua brukas i folkmedicin och förekommer även i smink, tvål och som tuggummi. Trädet förekommer som prydnadsväxt i trädgårdar och som gatuträd.

## Bilder

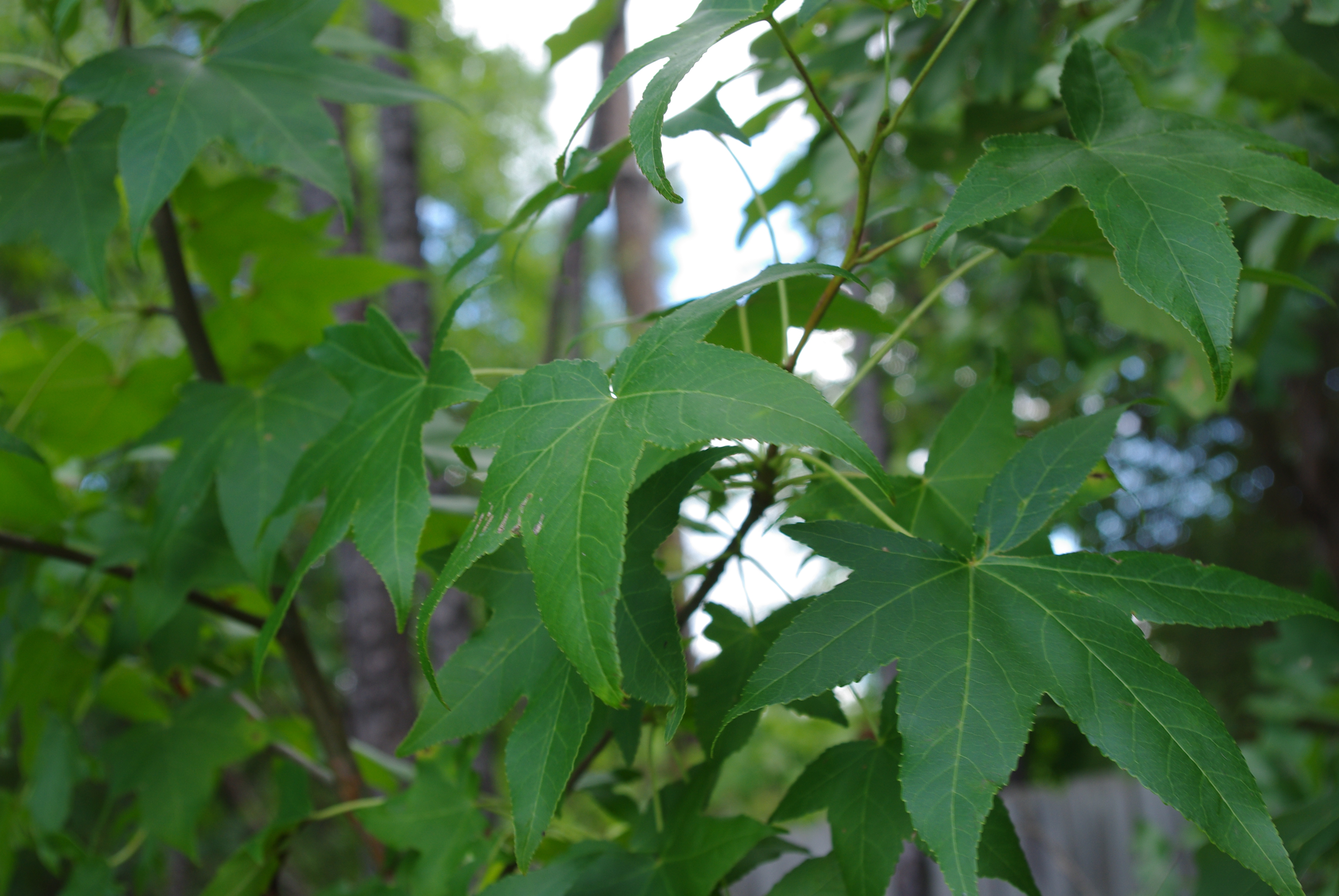
På sommaren är bladen gröna
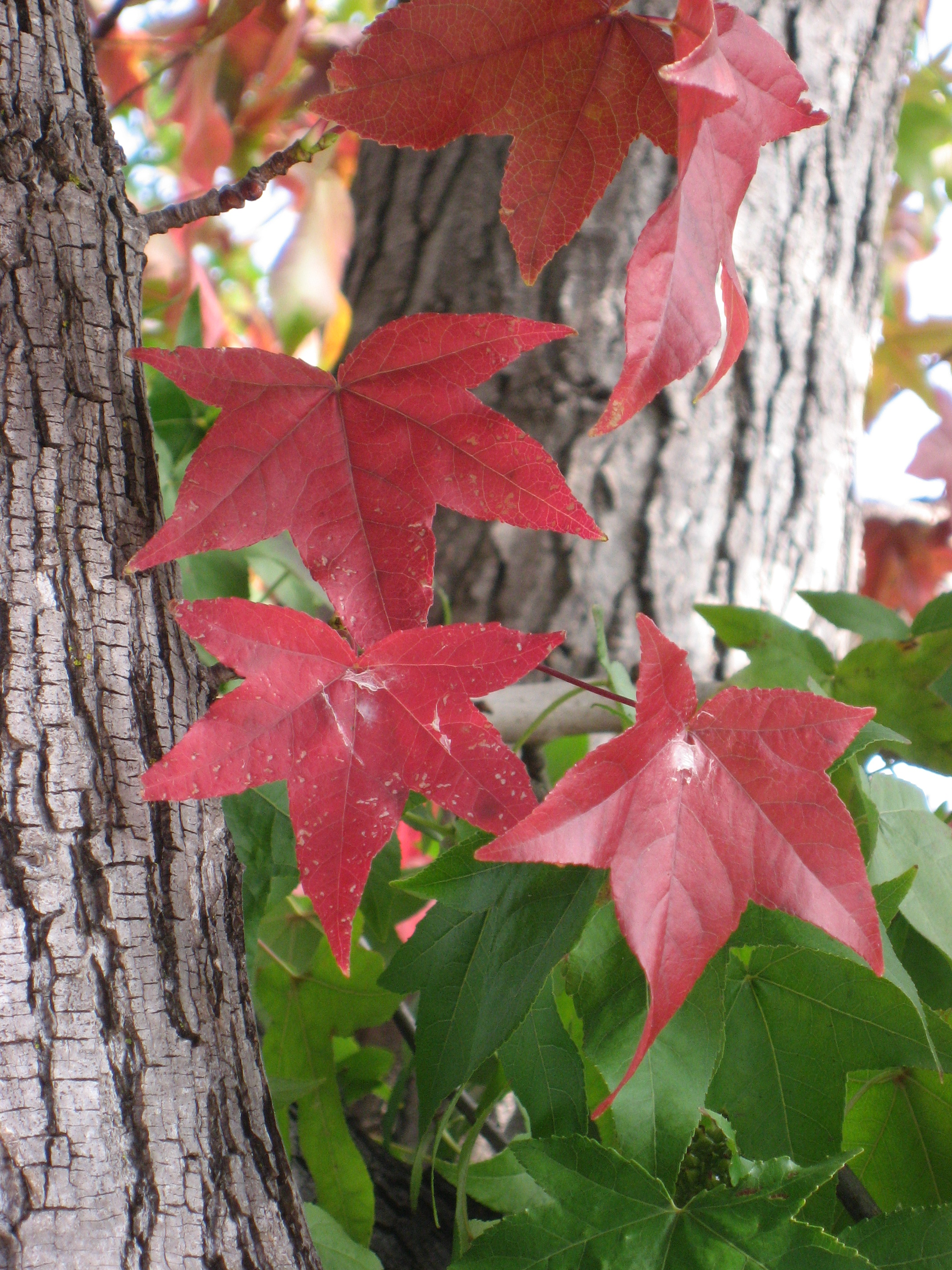
På hösten blir lövens färg olika nyanser av rött och gult
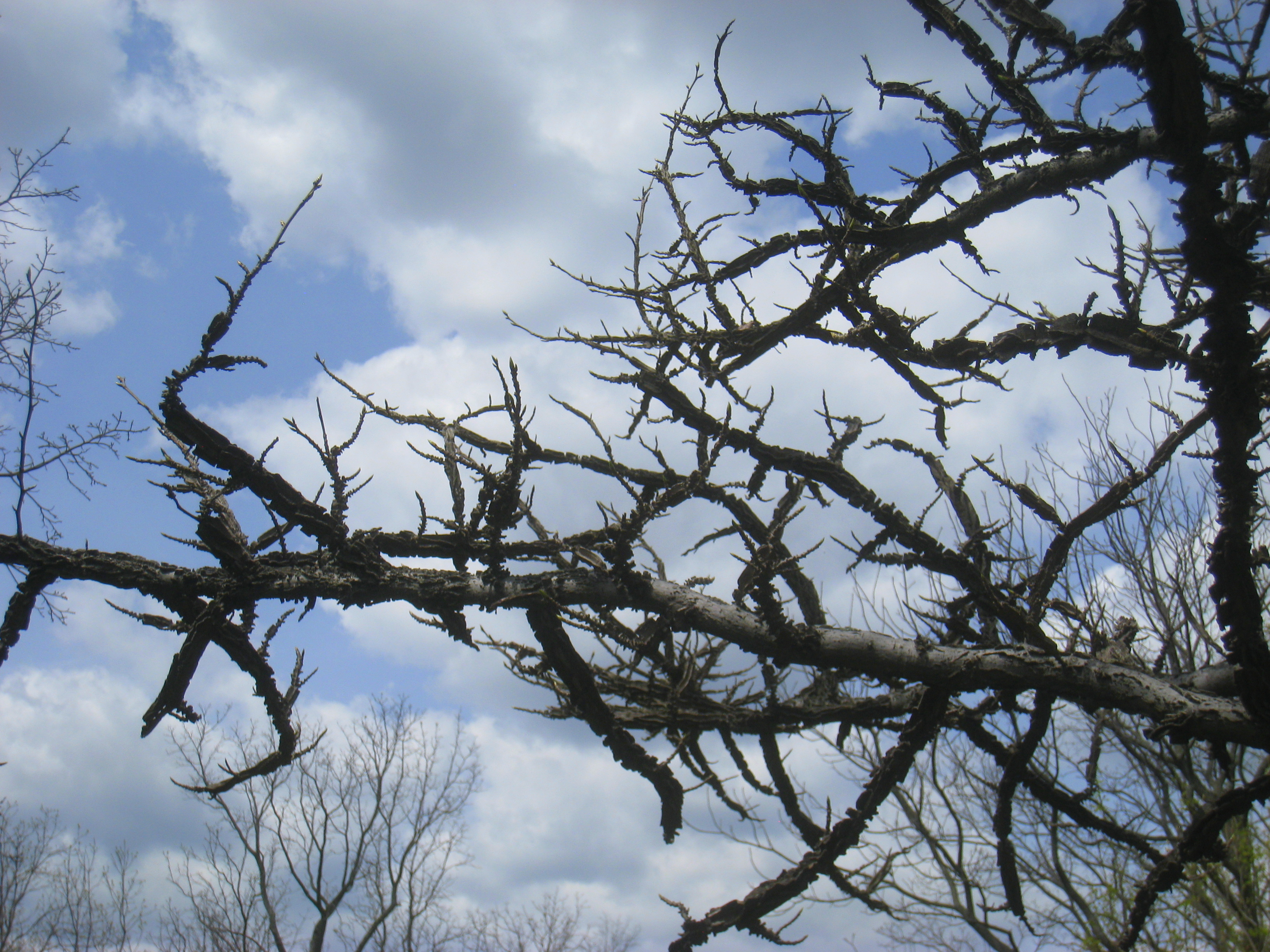
Sen höst, när alla löv fallit av
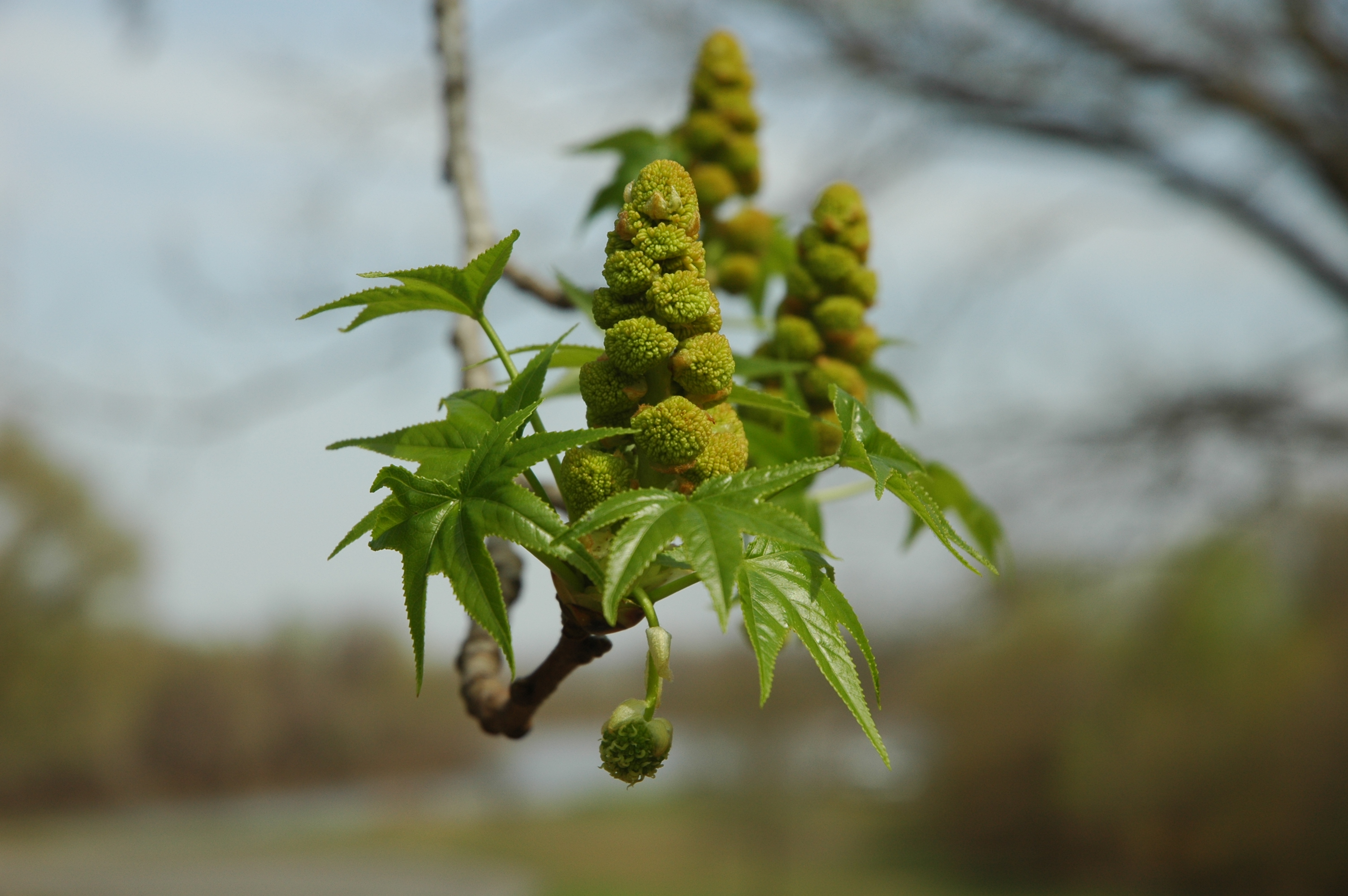
Blomma
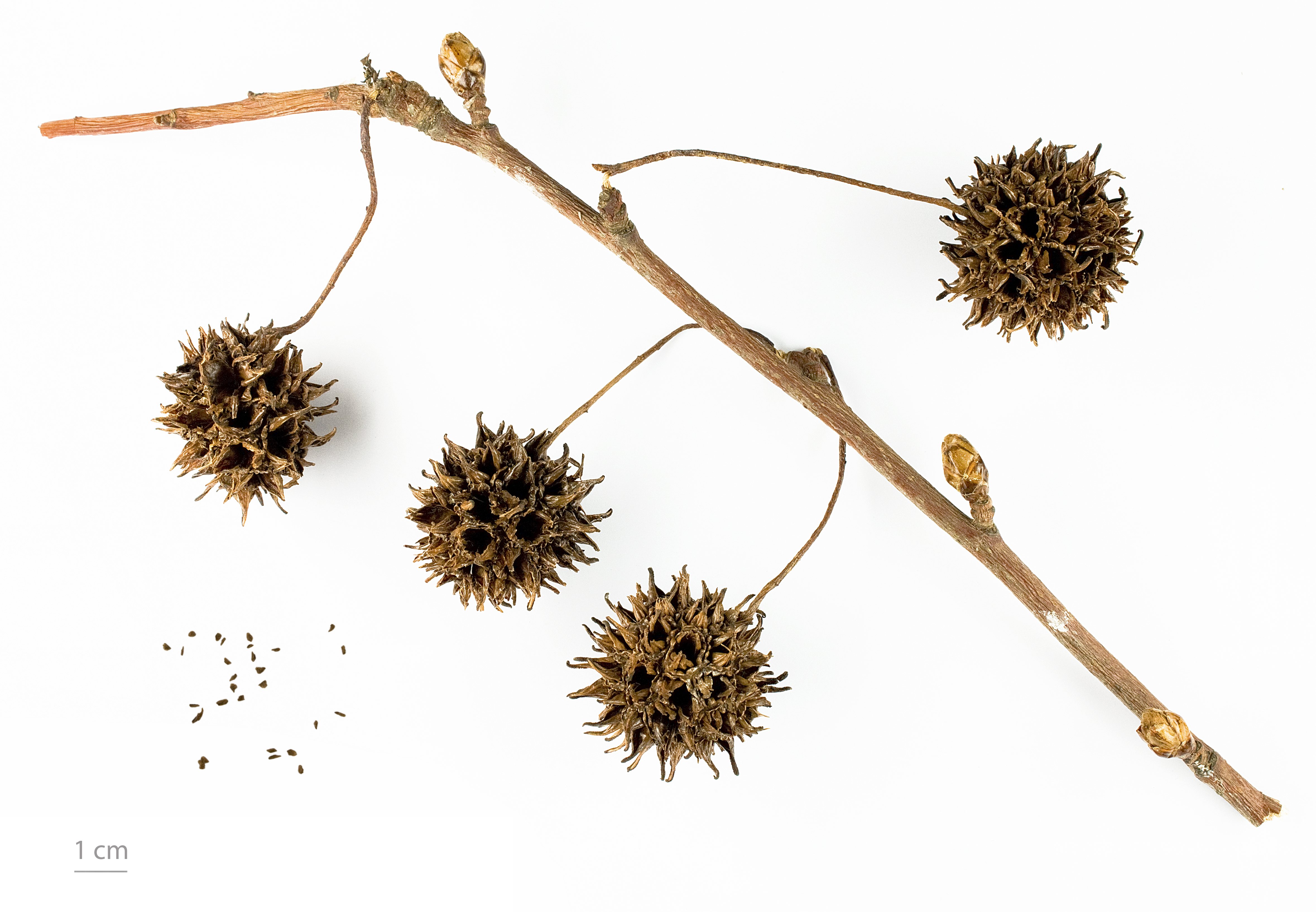
Frukter och frön. På kvisten några knoppanlag till nästa år. Lägg märke till skalan till vänster, nedtill.
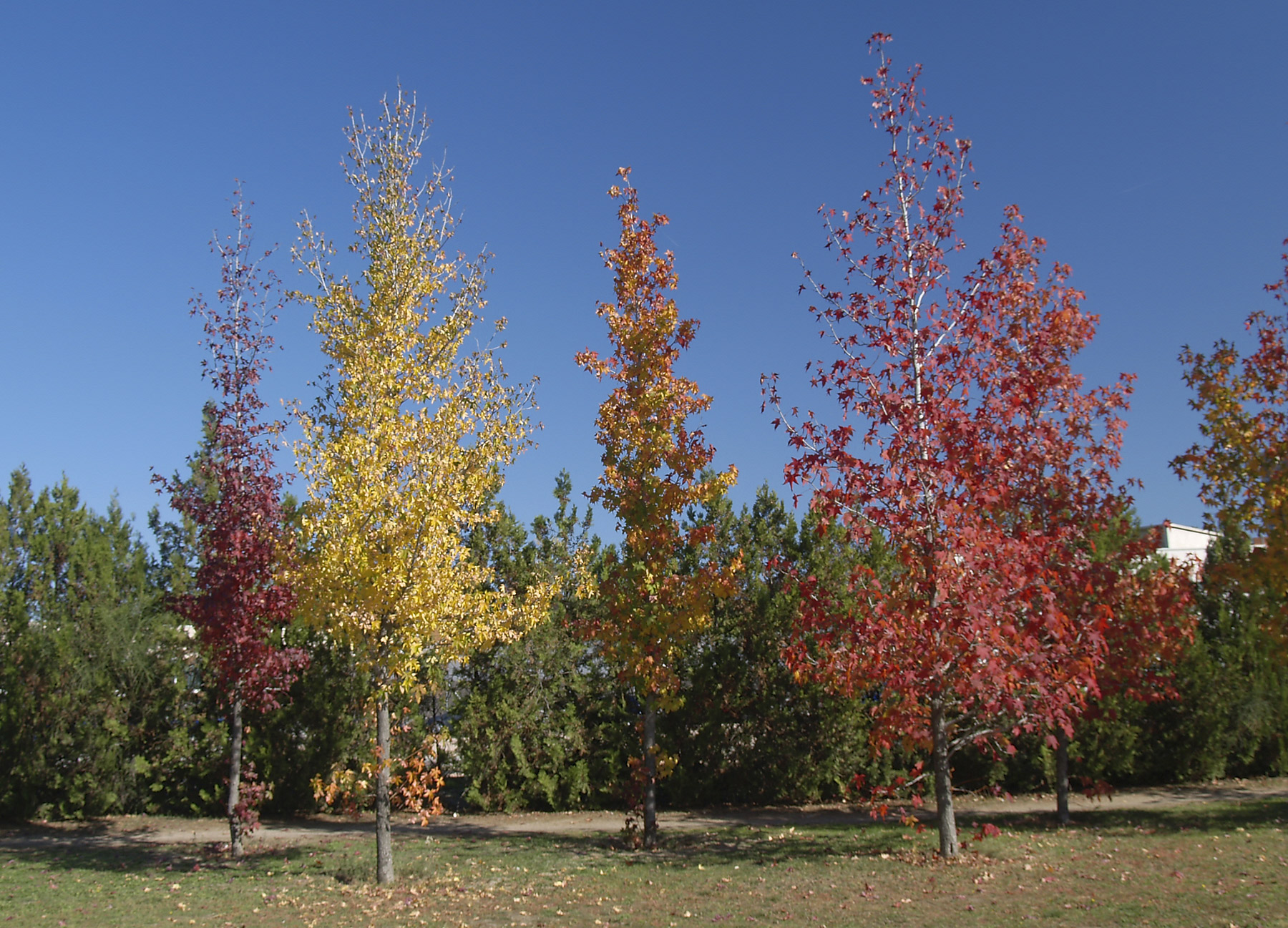
En grupp unga träd på hösten (Madrid, Spanien)